# Lista de municípios de Burgos
Esta é uma lista dos 371 municípios da província espanhola de Burgos na comunidade autónoma de Castela e Leão.
| Nome                                        | Pop. (2002) |
| Abajas                                      | 55          |
| Adrada de Haza                              | 273         |
| Aguas Cándidas                              | 94          |
| Aguilar de Bureba                           | 84          |
| Albillos                                    | 163         |
| Alcocero de Mola                            | 52          |
| Alfoz de Bricia                             | 134         |
| Alfoz de Quintanadueñas                     | 1,077       |
| Alfoz de Santa Gadea                        | 151         |
| Altable                                     | 60          |
| Los Altos                                   | 221         |
| Ameyugo                                     | 84          |
| Anguix                                      | 153         |
| Aranda de Duero                             | 30,309      |
| Arandilla                                   | 193         |
| Arauzo de Miel                              | 387         |
| Arauzo de Salce                             | 70          |
| Arauzo de Torre                             | 107         |
| Arcos                                       | 311         |
| Arenillas de Riopisuerga                    | 230         |
| Arija                                       | 222         |
| Arlanzón                                    | 373         |
| Arraya de Oca                               | 58          |
| Atapuerca                                   | 202         |
| Los Ausines                                 | 138         |
| Avellanosa de Muñó                          | 152         |
| Bahabón de Esgueva                          | 136         |
| Los Balbases                                | 350         |
| Baños de Valdearados                        | 454         |
| Bañuelos de Bureba                          | 44          |
| Barbadillo de Herreros                      | 145         |
| Barbadillo del Mercado                      | 175         |
| Barbadillo del Pez                          | 101         |
| Barrio de Muñó                              | 35          |
| Los Barrios de Bureba                       | 249         |
| Barrios de Colina                           | 75          |
| Basconcillos del Tozo                       | 377         |
| Bascuñana                                   | 62          |
| Belbimbre                                   | 81          |
| Belorado                                    | 2,079       |
| Berberana                                   | 86          |
| Berlangas de Roa                            | 247         |
| Berzosa de Bureba                           | 50          |
| Bozoó                                       | 121         |
| Brazacorta                                  | 94          |
| Briviesca                                   | 6,441       |
| Bugedo                                      | 125         |
| Buniel                                      | 174         |
| Burgos                                      | 167,962     |
| Busto de Bureba                             | 221         |
| Cabañes de Esgueva                          | 263         |
| Cabezón de la Sierra                        | 75          |
| Cabia                                       | 236         |
| Caleruega                                   | 424         |
| Campillo de Aranda                          | 194         |
| Campolara                                   | 88          |
| Canicosa de la Sierra                       | 629         |
| Cantabrana                                  | 47          |
| Carazo                                      | 50          |
| Carcedo de Bureba                           | 43          |
| Carcedo de Burgos                           | 173         |
| Cardeñadijo                                 | 616         |
| Cardeñajimeno                               | 513         |
| Cardeñuela Riopico                          | 92          |
| Carrias                                     | 42          |
| Cascajares de Bureba                        | 58          |
| Cascajares de la Sierra                     | 29          |
| Castellanos de Castro                       | 67          |
| Castil de Peones                            | 31          |
| Castildelgado                               | 79          |
| Castrillo de la Reina                       | 269         |
| Castrillo de la Vega                        | 595         |
| Castrillo de Riopisuerga                    | 84          |
| Castrillo del Val                           | 507         |
| Castrillo Matajudíos                        | 80          |
| Castrojeriz                                 | 976         |
| Cayuela                                     | 132         |
| Cebrecos                                    | 79          |
| Celada del Camino                           | 97          |
| Cerezo de Río Tirón                         | 758         |
| Cerratón de Juarros                         | 71          |
| Ciadoncha                                   | 116         |
| Cillaperlata                                | 56          |
| Cilleruelo de Abajo                         | 318         |
| Cilleruelo de Arriba                        | 81          |
| Ciruelos de Cervera                         | 153         |
| Cogollos                                    | 254         |
| Condado de Treviño                          | 1,127       |
| Contreras                                   | 110         |
| Coruña del Conde                            | 167         |
| Covarrubias                                 | 640         |
| Cubillo del Campo                           | 76          |
| Cubo de Bureba                              | 114         |
| La Cueva de Roa                             | 111         |
| Cuevas de San Clemente                      | 65          |
| Encío                                       | 65          |
| Espinosa de Cervera                         | 111         |
| Espinosa de los Monteros                    | 2,042       |
| Espinosa del Camino                         | 37          |
| Estépar                                     | 817         |
| Fontioso                                    | 74          |
| Frandovínez                                 | 95          |
| Fresneda de la Sierra Tirón                 | 119         |
| Fresneña                                    | 113         |
| Fresnillo de las Dueñas                     | 315         |
| Fresno de Río Tirón                         | 245         |
| Fresno de Rodilla                           | 48          |
| Frías                                       | 251         |
| Fuentebureba                                | 76          |
| Fuentecén                                   | 267         |
| Fuentelcésped                               | 179         |
| Fuentelisendo                               | 118         |
| Fuentemolinos                               | 117         |
| Fuentenebro                                 | 197         |
| Fuentespina                                 | 646         |
| Galbarros                                   | 32          |
| La Gallega                                  | 87          |
| Grijalba                                    | 121         |
| Grisaleña                                   | 49          |
| Gumiel de Izán                              | 607         |
| Gumiel de Mercado                           | 358         |
| Hacinas                                     | 208         |
| Haza                                        | 36          |
| Hontanas                                    | 67          |
| Hontangas                                   | 149         |
| Hontoria de la Cantera                      | 136         |
| Hontoria de Valdearados                     | 210         |
| Hontoria del Pinar                          | 820         |
| Las Hormazas                                | 143         |
| Hornillos del Camino                        | 74          |
| La Horra                                    | 446         |
| Hortigüela                                  | 126         |
| Hoyales de Roa                              | 276         |
| Huérmeces                                   | 147         |
| Huerta de Arriba                            | 176         |
| Huerta de Rey                               | 1,200       |
| Humada                                      | 196         |
| Hurones                                     | 67          |
| Ibeas de Juarros                            | 1,025       |
| Ibrillos                                    | 100         |
| Iglesiarrubia                               | 57          |
| Iglesias                                    | 180         |
| Isar                                        | 412         |
| Itero del Castillo                          | 122         |
| Jaramillo de la Fuente                      | 31          |
| Jaramillo Quemado                           | 17          |
| Junta de Traslaloma                         | 188         |
| Junta de Villalba de Losa                   | 97          |
| Jurisdicción de Lara                        | 63          |
| Jurisdicción de San Zadornil                | 80          |
| Lerma                                       | 2,558       |
| Llano de Bureba                             | 54          |
| Madrigal del Monte                          | 197         |
| Madrigalejo del Monte                       | 214         |
| Mahamud                                     | 175         |
| Mambrilla de Castrejón                      | 149         |
| Mambrillas de Lara                          | 74          |
| Mamolar                                     | 67          |
| Manciles                                    | 40          |
| Mazuela                                     | 81          |
| Mecerreyes                                  | 312         |
| Medina de Pomar                             | 5,024       |
| Melgar de Fernamental                       | 1,986       |
| Merindad de Cuesta-Urria                    | 505         |
| Merindad de Montija                         | 914         |
| Merindad de Río Ubierna                     | 1,360       |
| Merindad de Sotoscueva                      | 540         |
| Merindad de Valdeporres                     | 504         |
| Merindad de Valdivielso                     | 533         |
| Milagros                                    | 460         |
| Miranda de Ebro                             | 36,240      |
| Miraveche                                   | 110         |
| Modúbar de la Emparedada                    | 309         |
| Monasterio de la Sierra                     | 39          |
| Monasterio de Rodilla                       | 221         |
| Moncalvillo                                 | 114         |
| Monterrubio de la Demanda                   | 96          |
| Montorio                                    | 173         |
| Moradillo de Roa                            | 219         |
| Nava de Roa                                 | 260         |
| Navas de Bureba                             | 49          |
| Nebreda                                     | 102         |
| Neila                                       | 228         |
| Olmedillo de Roa                            | 195         |
| Olmillos de Muñó                            | 43          |
| Oña                                         | 1,532       |
| Oquillas                                    | 79          |
| Orbaneja Riopico                            | 177         |
| Padilla de Abajo                            | 102         |
| Padilla de Arriba                           | 130         |
| Padrones de Bureba                          | 65          |
| Palacios de la Sierra                       | 897         |
| Palacios de Riopisuerga                     | 31          |
| Palazuelos de la Sierra                     | 81          |
| Palazuelos de Muñó                          | 72          |
| Pampliega                                   | 417         |
| Pancorbo                                    | 484         |
| Pardilla                                    | 125         |
| Partido de la Sierra en Tobalina            | 68          |
| Pedrosa de Duero                            | 517         |
| Pedrosa de Río Úrbel                        | 274         |
| Pedrosa del Páramo                          | 111         |
| Pedrosa del Príncipe                        | 243         |
| Peñaranda de Duero                          | 600         |
| Peral de Arlanza                            | 234         |
| Piérnigas                                   | 42          |
| Pineda de la Sierra                         | 128         |
| Pineda Trasmonte                            | 182         |
| Pinilla de los Barruecos                    | 142         |
| Pinilla de los Moros                        | 50          |
| Pinilla Trasmonte                           | 219         |
| Poza de la Sal                              | 388         |
| Prádanos de Bureba                          | 53          |
| Pradoluengo                                 | 1,667       |
| Presencio                                   | 260         |
| La Puebla de Arganzón                       | 412         |
| Puentedura                                  | 129         |
| Quemada                                     | 248         |
| Quintana del Pidio                          | 188         |
| Quintanabureba                              | 46          |
| Quintanaélez                                | 87          |
| Quintanaortuño                              | 139         |
| Quintanapalla                               | 119         |
| Quintanar de la Sierra                      | 1,944       |
| Quintanavides                               | 88          |
| Quintanilla de la Mata                      | 165         |
| Quintanilla del Agua y Tordueles            | 574         |
| Quintanilla del Coco                        | 116         |
| Quintanilla San García                      | 96          |
| Quintanilla Vivar                           | 546         |
| Las Quintanillas                            | 371         |
| Rabanera del Pinar                          | 135         |
| Rábanos                                     | 91          |
| Rabé de las Calzadas                        | 165         |
| Rebolledo de la Torre                       | 157         |
| Redecilla del Camino                        | 152         |
| Redecilla del Campo                         | 88          |
| Regumiel de la Sierra                       | 461         |
| Reinoso                                     | 23          |
| Retuerta                                    | 67          |
| Revilla del Campo                           | 116         |
| Revilla Vallejera                           | 130         |
| La Revilla y Ahedo                          | 130         |
| Revillarruz                                 | 157         |
| Rezmondo                                    | 26          |
| Riocavado de la Sierra                      | 72          |
| Roa                                         | 2,272       |
| Rojas                                       | 93          |
| Royuela de Río Franco                       | 317         |
| Rubena                                      | 179         |
| Rublacedo de Abajo                          | 34          |
| Rucandio                                    | 104         |
| Salas de Bureba                             | 152         |
| Salas de los Infantes                       | 2,064       |
| Saldaña de Burgos                           | 126         |
| Salinillas de Bureba                        | 54          |
| San Adrián de Juarros                       | 48          |
| San Juan del Monte                          | 170         |
| San Mamés de Burgos                         | 211         |
| San Martín de Rubiales                      | 235         |
| San Millán de Lara                          | 75          |
| San Vicente del Valle                       | 50          |
| Santa Cecilia                               | 124         |
| Santa Cruz de la Salceda                    | 175         |
| Santa Cruz del Valle Urbión                 | 119         |
| Santa Gadea del Cid                         | 177         |
| Santa Inés                                  | 192         |
| Santa María del Campo                       | 728         |
| Santa María del Invierno                    | 68          |
| Santa María del Mercadillo                  | 183         |
| Santa María Rivarredonda                    | 116         |
| Santa Olalla de Bureba                      | 40          |
| Santibáñez de Esgueva                       | 149         |
| Santibáñez del Val                          | 64          |
| Santo Domingo de Silos                      | 305         |
| Sargentes de la Lora                        | 189         |
| Sarracín                                    | 250         |
| Sasamón                                     | 1,464       |
| La Sequera de Haza                          | 59          |
| Solarana                                    | 111         |
| Sordillos                                   | 31          |
| Sotillo de la Ribera                        | 608         |
| Sotragero                                   | 174         |
| Sotresgudo                                  | 698         |
| Susinos del Páramo                          | 111         |
| Tamarón                                     | 51          |
| Tardajos                                    | 615         |
| Tejada                                      | 50          |
| Terradillos de Esgueva                      | 125         |
| Tinieblas de la Sierra                      | 49          |
| Tobar                                       | 49          |
| Tordómar                                    | 384         |
| Torrecilla del Monte                        | 87          |
| Torregalindo                                | 143         |
| Torrelara                                   | 26          |
| Torrepadre                                  | 110         |
| Torresandino                                | 822         |
| Tórtoles de Esgueva                         | 529         |
| Tosantos                                    | 57          |
| Trespaderne                                 | 1,037       |
| Tubilla del Agua                            | 190         |
| Tubilla del Lago                            | 182         |
| Úrbel del Castillo                          | 99          |
| Vadocondes                                  | 445         |
| Valdeande                                   | 140         |
| Valdezate                                   | 181         |
| Valdorros                                   | 143         |
| Valmala                                     | 30          |
| Vallarta de Bureba                          | 64          |
| Valle de las Navas                          | 649         |
| Valle de Losa                               | 651         |
| Valle de Manzanedo                          | 129         |
| Valle de Mena                               | 3,395       |
| Valle de Oca                                | 231         |
| Valle de Santibáñez                         | 602         |
| Valle de Sedano                             | 537         |
| Valle de Tobalina                           | 1,077       |
| Valle de Valdebezana                        | 723         |
| Valle de Valdelaguna                        | 214         |
| Valle de Valdelucio                         | 354         |
| Valle de Zamanzas                           | 81          |
| Vallejera                                   | 62          |
| Valles de Palenzuela                        | 103         |
| Valluércanes                                | 108         |
| La Vid de Bureba                            | 41          |
| La Vid y Barrios                            | 325         |
| Vileña                                      | 36          |
| Viloria de Rioja                            | 64          |
| Vilviestre del Pinar                        | 771         |
| Villadiego                                  | 1,959       |
| Villaescusa de Roa                          | 173         |
| Villaescusa la Sombría                      | 62          |
| Villaespasa                                 | 29          |
| Villafranca Montes de Oca                   | 196         |
| Villafruela                                 | 280         |
| Villagalijo                                 | 69          |
| Villagonzalo Pedernales                     | 898         |
| Villahoz                                    | 389         |
| Villalba de Duero                           | 629         |
| Villalbilla de Burgos                       | 702         |
| Villalbilla de Gumiel                       | 129         |
| Villaldemiro                                | 74          |
| Villalmanzo                                 | 484         |
| Villamayor de los Montes                    | 232         |
| Villamayor de Treviño                       | 113         |
| Villambistia                                | 70          |
| Villamedianilla                             | 27          |
| Villamiel de la Sierra                      | 39          |
| Villangómez                                 | 326         |
| Villanueva de Argaño                        | 125         |
| Villanueva de Carazo                        | 29          |
| Villanueva de Gumiel                        | 301         |
| Villanueva de Teba                          | 63          |
| Villaquirán de la Puebla                    | 61          |
| Villaquirán de los Infantes                 | 200         |
| Villarcayo de Merindad de Castilla la Vieja | 3,877       |
| Villariezo                                  | 300         |
| Villasandino                                | 253         |
| Villasur de Herreros                        | 323         |
| Villatuelda                                 | 65          |
| Villaverde del Monte                        | 187         |
| Villaverde-Mogina                           | 119         |
| Villayerno Morquillas                       | 190         |
| Villazopeque                                | 82          |
| Villegas                                    | 122         |
| Villoruebo                                  | 53          |
| Vizcaínos                                   | 66          |
| Zael                                        | 133         |
| Zarzosa de Río Pisuerga                     | 56          |
| Zazuar                                      | 265         |
| Zuñeda                                      | 83          |